# Rankovce (Noord-Macedonië)
Rankovce (Macedonisch: Ранковце) is een gemeente in Noord-Macedonië.
Rankovce telt 4144 inwoners (2002). De oppervlakte bedraagt 240,71 km², de bevolkingsdichtheid is 17,2 inwoners per km².